# Écurat
Écurat – miejscowość i gmina we Francji, w regionie Nowa Akwitania, w departamencie Charente-Maritime.
Według danych na rok 1990 gminę zamieszkiwało 291 osób, a gęstość zaludnienia wynosiła 28 osób/km² (wśród 1467 gmin regionu Poitou-Charentes Écurat plasuje się na 723. miejscu pod względem liczby ludności, natomiast pod względem powierzchni na miejscu 811.).